# Бил, Брэдли
Брэдли Бил (англ. Bradley Beal; род. 28 июня 1993, Сент-Луис, Миссури) — американский баскетболист, выступающий за клуб Национальной баскетбольной ассоциации «Лос-Анджелес Клипперс».

## Школа
Бил играл за подготовительную школу Шаминад в городе Сент-Луис. В 2010 году он участвовал в составе сборной США на чемпионате мира среди юношей до 17 лет, с которой выиграл золотую медали в среднем за матч набирая 18 очков. В последний год обучения в средней школе Брэдли в среднем набирал 32,5 очка, 5,7 подборов и 2,8 передач за игру.

## Колледж
30 ноября 2009 года для дальнейшего развития карьеры Бил выбрал Флоридский университет, где выступал за баскетбольную команду «Флорида Гейторс».
В своём первом матче за Флориду он набрал 14 очков. 28 ноября 2011 года Брэдли был назван Новичком недели в своей конференции. В течение одной недели, с 21 по 28 ноября в среднем он набирал 8,5 очка, 7 подборов, 2 передачи и 1,5 перехвата, одержав две победы. Бил ещё пять раз был назван новичком недели. Он закончил дебютный сезон с показателем 14,8 очка в среднем за игру. 13 апреля 2012 года Бил выставил свою кандидатуру на драфт НБА.

## Профессиональная карьера

### Вашингтон Уизардс (2012—2023)

#### Попадание в первую сборную новичков (2012—2013)
28 июня 2012 года Бил был выбран под 3-м номером на драфте НБА 2012 года командой «Вашингтон Уизардс». В декабре 2012 и январе 2013 года Бил был признан новичком месяца в Восточной конференции. 4 января 2013 года в игре против «Бруклин Нетс» Бил набрал 24 очка, что стало для него на тот момент рекордом результативности, и забросил трехочковый, который перевел игру в овертайм, но «Уизардс» проиграли. 17 января в матче с «Сакраменто Кингз» Бил установил карьерный рекорд , забросив шесть трехочковых. После этого он был выбран для участия в матче восходящих звезд в рамках звездного уикенда 2013 года.

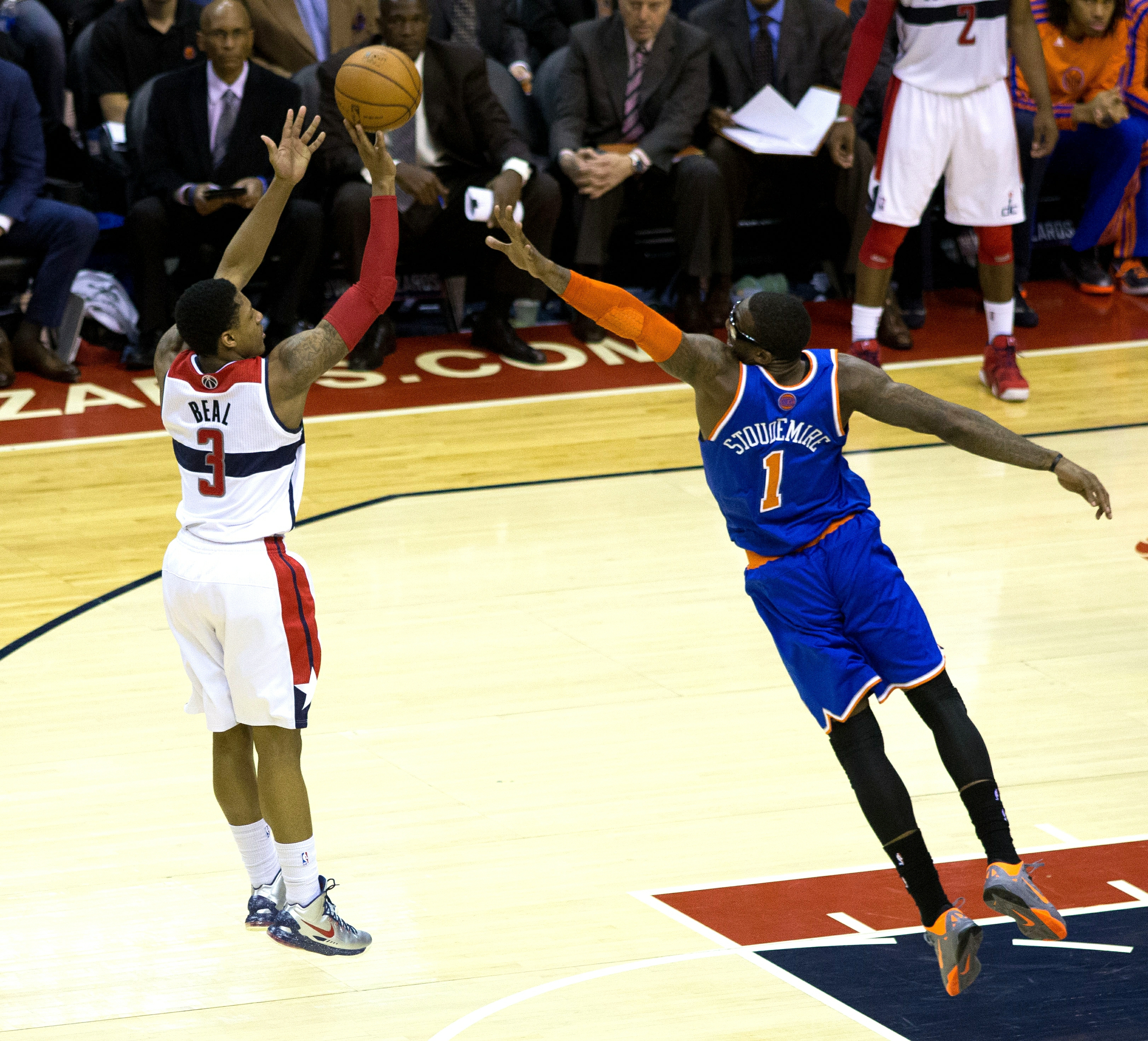
Бил в игре против «Никс» в 2013 году

3 апреля 2013 года было объявлено, что Бил пропустит остаток сезона 2012/13 из-за травмы правой ноги. В конце сезона он был включен в первую сборную новичков НБА и занял третье место в голосовании на приз новичку года НБА.

#### Первый выход в плей-офф (2013—2014)
10 ноября 2013 года Бил превзошел свой рекорд результативности, набрав 34 очка в матче с «Оклахома-Сити Тандер». Позже он установил новый личный рекорд, набрав максимальные в карьере 37 очков в поражении от «Мемфис Гриззлис». В 2014 году Бил занял второе место в конкурсе трехочковых на звездном уикенде в Новом Орлеане, уступив Марко Белинелли. На тот момент Бил был самым молодым участником в истории этого мероприятия. 29 апреля 2014 года Бил и «Уизардс» победили «Чикаго Буллз» в первом раунде плей-офф Восточной конференции, выведя команду во второй раунд, чего франшиза не достигала с 2005 года. В серии против «Индианы Пэйсерс» «Уизардс» уступили в шести матчах.

#### Сезоны с травмами (2014—2016)

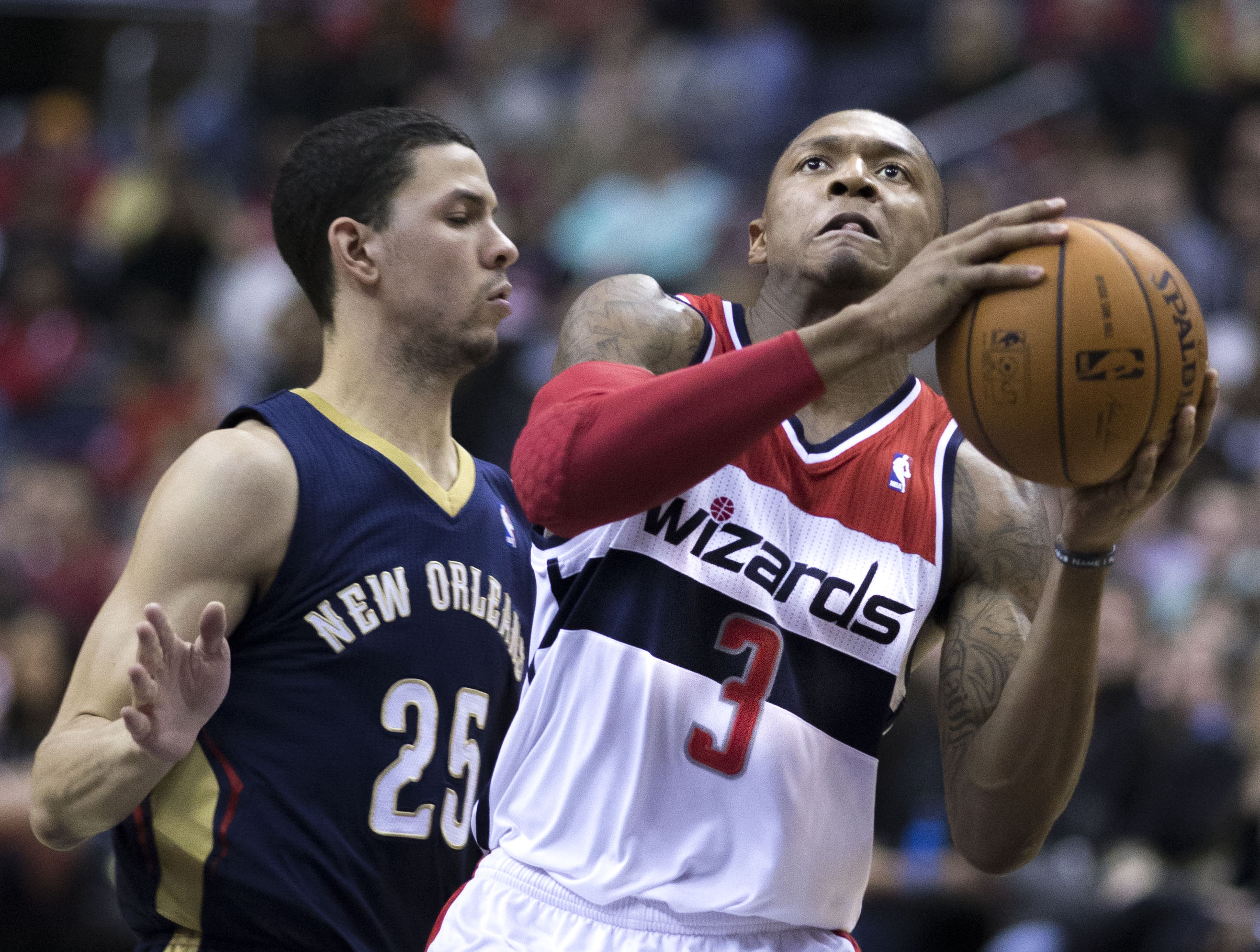
Бил в игре против «Пеликанс» в 2014 году

11 октября 2014 года Бил прошел МРТ, которая выявила несмещенный перелом скафоидной кости в левом запястье, что впоследствии потребовало хирургического вмешательства.[11] В результате он выбыл на срок от шести до восьми недель. Пропустив первые девять игр сезона из-за травмы, он дебютировал в сезоне 19 ноября в игре против «Даллас Маверикс». За 26 минут он набрал 21 очко, а также сделал 3 подбора, 3 передачи и 1 перехват в поражении со счетом 102:105. 10 декабря в игре с «Орландо Мэджик» он сделал победный бросок под сирену. Когда на табло оставалось 0,8 секунды, тренер Рэнди Уиттман придумал тактику с броском после заслона для Била с передачи Андре Миллера, что положило конец попыткам «Орландо» перевести игру в овертайм. В итоге Билл набрал 9 очков, 3 подбора, 3 передачи и 1 блок в победе со счетом 91:89.
5 февраля Бил повредил большой палец правой ноги и выбыл из строя на неопределенный срок после того, как последующие тесты выявили легкую стрессовую реакцию в правой малоберцовой кости. Из-за травмы он пропустил восемь игр, но вернулся в строй 28 февраля в матче с «Детройтом», набрав восемь очков за 32 минуты, когда «Уизардс» прервали шестиматчевую серию поражений, победив со счетом 99:95.
3 мая в первой игре против «Атланты Хокс»  Бил набрал 28 очков, несмотря на растяжение лодыжки в начале четвертой четверти, и помог своей команде победить со счетом 104:98. В четвертой игре серии 11 мая Бил набрал новый карьерный максимум в плей-офф - 34 очка в поражении от «Хокс». «Уизардс» проиграли «Хокс» в шести матчах серии.
4 ноября 2015 года Бил набрал 25 очков и сделал трехочковый бросок за 0,3 секунды до конца, что позволило «Уизардс» одержать победу над «Сан-Антонио Сперс» со счетом 102:99. В сезоне 2015/16 Бил пропустил три игры в середине ноября из-за травмы плеча и 16 игр с 11 декабря по 11 января из-за травмы нижней части правой ноги. В начале марта он пропустил три игры из-за растяжения связок таза. В сезоне 2015/16 он сыграл в наименьшем количестве игр в карьере – 55, из них 35 – в старте, но при этом набирал максимальные в карьере 17,4 очка за игру.

#### Прорыв (2016—2017)

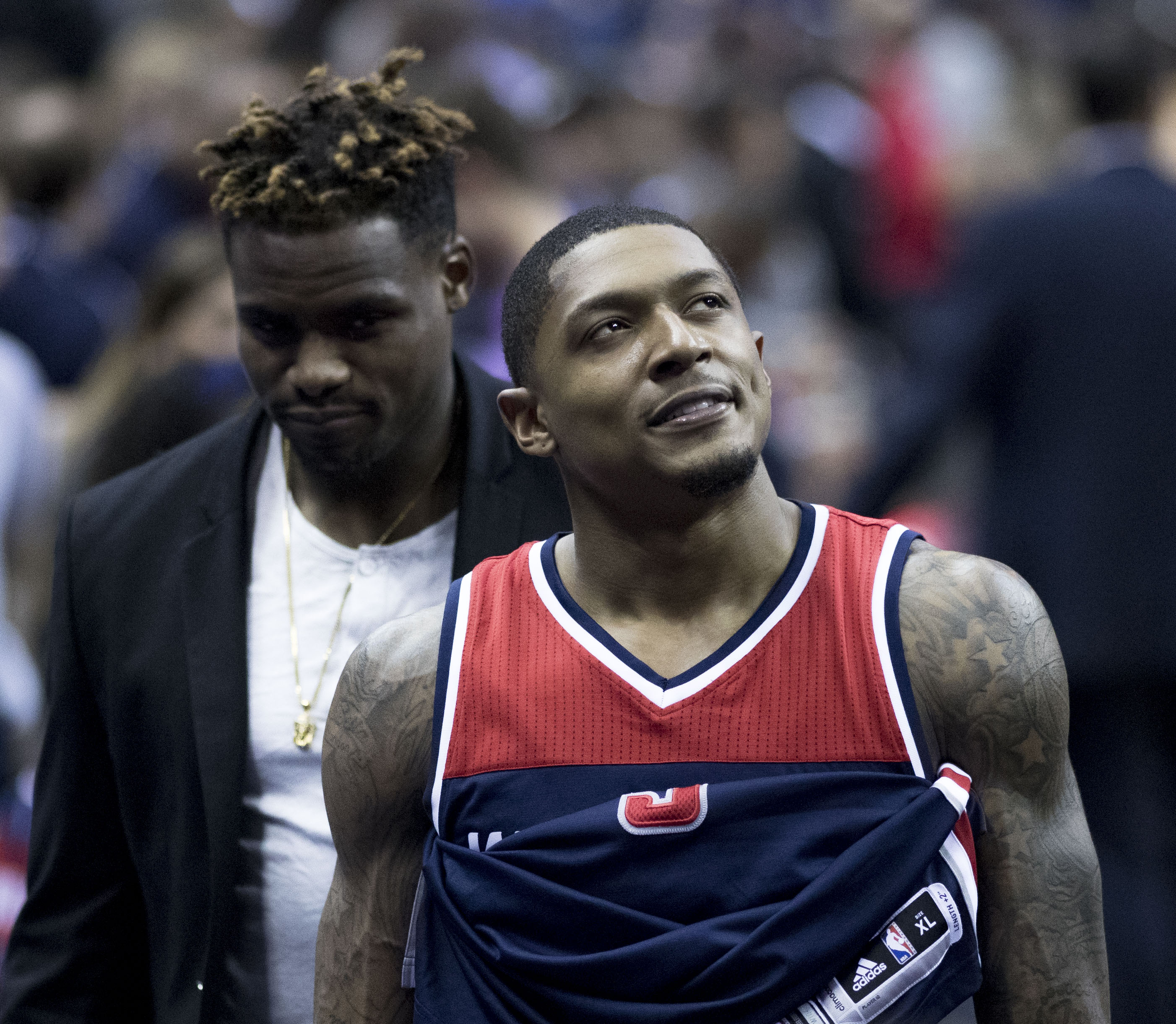
Бил в игре против «Кавальерс» в 2017 году

26 июля 2016 года Бил переподписал контракт с «Уизардс». 19 ноября 2016 года он набрал 34 очка в поражении от «Майами Хит» со счетом 111:114. Два дня спустя он впервые за свою пятилетнюю карьеру набрал 30 и более очков в двух матчах подряд, записав на свой счет 42 очка в победе над «Финикс Санз» со счетом 106:101.  27 ноября он был оштрафован на 15 000 долларов за то, что двумя днями ранее схватил за горло Эвана Фурнье во время игры «Уизардс» против «Орландо Мэджик». 28 ноября он набрал 31 очко и реализовал семь трехочковых в матче против «Сакраменто Кингз».
14 декабря он набрал 20 очков и сделал максимальные в карьере девять передач в победе над «Шарлотт Хорнетс» со счетом 109:106. 16 декабря в игре с «Детройт Пистонс» Бил реализовал два трехочковых броска, достигнув отметки в 501 забитый трехочковый за карьеру и став третьим игроком «Уизардс»,забившим 500 и более трехочковых, вместе с Гилбертом Аренасом и Антуаном Джеймисоном. 18 декабря он набрал 41 очко в победе над «Лос-Анджелес Клипперс» со счетом 117:110. 6 февраля 2017 года он набрал 41 очко в матче с «Кливленд Кавальерс».
24 февраля 2017 года он набрал 40 очков в матче с «Филадельфией Севенти Сиксерс» (120:112), записав на свой счет четвертый 40-очковый матч в сезоне. 29 марта 2017 года он набрал 27 очков в матче с «Лос-Анджелес Клипперс» (133:124). Во время игры Бил превзошел рекорд Гилберта Аренаса по количеству трехочковых за сезон. В игре с «Клипперс» он забросил пять очков и к концу игры набрал 209 забитых трехочковых - у Аринаса их было 205 в сезонах 2004/05 и 2006/07. Бил присоединился к Кевину Дюранту и Винсу Картеру как единственным трем игрокам в истории НБА в возрасте 23 лет и моложе, которые набирают в среднем не менее 23 очков и попадают более 40 процентов с трехочковой дистанции.
12 мая 2017 года Бил помог «Уизардс» избежать выбывания и продлить серию на седьмой матч во втором раунде плей-офф против «Бостон Селтикс», набрав 33 очка в 6 игре. В 7 игре три дня спустя Бил набрал 38 очков, включая 24 во второй половине, но не смог привести «Уизардс» к победе - они проиграли со счетом 105:115 и выбыли из плей-офф.

#### Первый выбор на матч всех звезд (2017—2018)
1 ноября 2017 года Бил набрал максимальные в сезоне 40 очков в матче с «Финикс Санз» (122:116). 20 ноября 2017 года в победе над «Милуоки Бакс» (99:88) Бил набрал 23 очка и стал самым молодым игроком в истории НБА, реализовавшим 700 трехочковых бросков. 5 декабря 2017 года он набрал максимальные в карьере 51 очко в победе над «Портленд Трэйл Блэйзерс» (106:92). Он забросил пять трехочковых и реализовал 21 бросок с игры, что стало рекордом в карьере.
31 декабря 2017 года Бил набрал 17 из своих 39 очков в четвертой четверти и привел «Вашингтон» к победе над «Чикаго Буллз» со счетом 114:110. Он набрал 15 очков подряд в четвертой четверти, когда «Уизардс» отыгрывались от восьмиочкового отставания в начале четверти. Он также сделал девять подборов и повторил свой карьерный максимум, отдав девять передач. Впоследствии Бил был назван игроком недели в Восточной конференции за игры, сыгранные с понедельника, 25 декабря, по воскресенье, 31 декабря.
23 января 2018 года Бил был впервые выбран для участия в матче всех звезд НБА. Два дня спустя он набрал 41 очко в матче с «Оклахома-Сити Тандер» (112:121). 4 марта 2018 года он набрал 22 очка и сделал 11 передач в матче с «Индианой Пэйсерс» (95:98). 14 марта 2018 года он набрал 34 очка в победе над «Бостон Селтикс» со счетом 125:124 в двойном овертайме. В сезоне 2017/18 Бил стал 21-м в истории команды, набравшим 1 800 очков за регулярный чемпионат. В третьей игре серии первого раунда плей-офф против «Торонто Рэпторс» Бил набрал 21 из своих 28 очков в первой половине, и «Уизардс» сократили отставание в серии до 1-2, выиграв 122:103. В четвертой игре Бил набрал 31 очко и помог «Уизардс» сравнять счет в серии (2-2). «Уизардс» проиграли серию в шести матчах, несмотря на 32 очка Била в 6 игре.

### Финикс Санз (2023—2025)

#### Первый сезон в Финиксе (2023—2024)
24 июня 2023 года «Уизардс» обменяли Била вместе с Джорданом Гудвином и Айзеей Тоддом в «Финикс Санз» на пакет, включающий четыре выбора первого раунда, шесть выборов второго раунда, Лэндри Шэмета и Криса Пола. Пропустив первые семь игр сезона из-за защемления поясницы, Бил дебютировал за «Санз» 8 ноября 2023 года в игре против «Чикаго Буллз», набрав 13 очков, сделав 4 подбора и 4 передачи за 23 минуты игрового времени в победе в овертайме со счётом 116:115. 11 января 2024 года Бил набрал 37 очков и реализовал 8 из 10 трёхочковых в победе над «Лос-Анджелес Лейкерс» со счётом 127:109. Бил вернулся в Вашингтон 4 февраля. В своей первой игре против своей бывшей команды Бил реализовал 16 из 21 броска с игры и закончил игру с 43 очками в победе со счетом 140:112 над «Уизардс». 14 апреля 2024 года Бил набрал 36 очков и сделал 6 подборов в победе со счетом 125:106 над «Миннесота Тимбервулвз», что помогло «Санз» не только избежать турнира плей-ин НБА, но и обеспечить себе место в плей-офф четвертый год подряд в финале регулярного сезона. В первом раунде они были разгромлены «Тимбервулвз», а Бил закончил сезон с девятью очками, шестью потерями и фолом в четвертой игре.

#### Постоянные травмы и роль запасного (2024–2025)
На старте сезона 2024/25, «Санз» решили перевести Била на скамейку запасных в пользу Райана Данна. Эта замена произошла 6 января 2025 года в игре против «Филадельфии Севенти Сиксерс». В своей первой игре со скамейки запасных за девять лет Бил набрал 20 из 25 очков во второй половине, а «Финикс» прервал серию из четырёх поражений, одержав победу со счётом 109:99. 16 июля 2025 года «Санз» отчислили Била после заключения соглашения о выкупе контракта.

### Лос-Анджелес Клипперс (2025—настоящее время)
18 июля 2025 года Бил подписал двухлетний контракт на 11 миллионов долларов с «Лос-Анджелес Клипперс», включающий опцию игрока на сезон 2026/27.

## Статистика

### Статистика в НБА
| Сезон                                                                                    | Команда   | Регулярный сезон | Регулярный сезон | Регулярный сезон | Регулярный сезон | Регулярный сезон | Регулярный сезон | Регулярный сезон | Регулярный сезон | Регулярный сезон | Регулярный сезон | Регулярный сезон | Серия плей-офф | Серия плей-офф | Серия плей-офф | Серия плей-офф | Серия плей-офф | Серия плей-офф | Серия плей-офф | Серия плей-офф | Серия плей-офф | Серия плей-офф | Серия плей-офф |
| Сезон                                                                                    | Команда   | GP               | GS               | MPG              | FG%              | 3P%              | FT%              | RPG              | APG              | SPG              | BPG              | PPG              | GP             | GS             | MPG            | FG%            | 3P%            | FT%            | RPG            | APG            | SPG            | BPG            | PPG            |
| ---------------------------------------------------------------------------------------- | --------- | ---------------- | ---------------- | ---------------- | ---------------- | ---------------- | ---------------- | ---------------- | ---------------- | ---------------- | ---------------- | ---------------- | -------------- | -------------- | -------------- | -------------- | -------------- | -------------- | -------------- | -------------- | -------------- | -------------- | -------------- |
| 2012/13                                                                                  | Вашингтон | 56               | 46               | 31,2             | 41,0             | 38,6             | 78,6             | 3,8              | 2,4              | 0,9              | 0,5              | 13,9             | Не участвовал  | Не участвовал  | Не участвовал  | Не участвовал  | Не участвовал  | Не участвовал  | Не участвовал  | Не участвовал  | Не участвовал  | Не участвовал  | Не участвовал  |
| 2013/14                                                                                  | Вашингтон | 73               | 73               | 34,7             | 41,9             | 40,2             | 78,8             | 3,7              | 3,3              | 1,0              | 0,2              | 17,1             | 11             | 11             | 41,6           | 42,4           | 41,5           | 79,6           | 5,0            | 4,5            | 1,6            | 0,6            | 19,2           |
| 2014/15                                                                                  | Вашингтон | 63               | 59               | 33,5             | 42,7             | 40,9             | 78,3             | 3,8              | 3,1              | 1,2              | 0,3              | 15,3             | 10             | 10             | 41,8           | 40,5           | 36,5           | 83,1           | 5,5            | 4,6            | 1,6            | 0,7            | 23,4           |
| 2015/16                                                                                  | Вашингтон | 55               | 35               | 31,1             | 44,9             | 38,7             | 76,7             | 3,4              | 2,9              | 1,0              | 0,2              | 17,4             | Не участвовал  | Не участвовал  | Не участвовал  | Не участвовал  | Не участвовал  | Не участвовал  | Не участвовал  | Не участвовал  | Не участвовал  | Не участвовал  | Не участвовал  |
| 2016/17                                                                                  | Вашингтон | 77               | 77               | 34,9             | 48,2             | 40,4             | 82,5             | 3,1              | 3,5              | 1,1              | 0,3              | 23,1             | 13             | 13             | 38,9           | 47,1           | 28,7           | 82,0           | 3,4            | 2,7            | 1,6            | 0,6            | 24,8           |
| 2017/18                                                                                  | Вашингтон | 82               | 82               | 36,3             | 46,0             | 37,5             | 79,1             | 4,4              | 4,5              | 1,2              | 0,4              | 22,6             | 6              | 6              | 35,9           | 45,4           | 46,7           | 87,0           | 3,3            | 2,8            | 1,2            | 0,3            | 23,2           |
| 2018/19                                                                                  | Вашингтон | 82               | 82               | 36,9             | 47,5             | 35,1             | 80,8             | 5,0              | 5,5              | 1,5              | 0,7              | 25,6             | Не участвовал  | Не участвовал  | Не участвовал  | Не участвовал  | Не участвовал  | Не участвовал  | Не участвовал  | Не участвовал  | Не участвовал  | Не участвовал  | Не участвовал  |
| 2019/20                                                                                  | Вашингтон | 57               | 57               | 36,0             | 45,5             | 35,3             | 84,3             | 4,2              | 6,1              | 1,2              | 0,4              | 30,6             | Не участвовал  | Не участвовал  | Не участвовал  | Не участвовал  | Не участвовал  | Не участвовал  | Не участвовал  | Не участвовал  | Не участвовал  | Не участвовал  | Не участвовал  |
|                                                                                          | Всего     | 545              | 511              | 34,6             | 45,2             | 38,0             | 80,7             | 4,0              | 4,0              | 1,1              | 0,4              | 21,0             | 40             | 40             | 39,9           | 44,0           | 36,3           | 82,3           | 4,4            | 3,7            | 1,6            | 0,6            | 22,7           |
| Наведите курсор мыши на аббревиатуры в заголовке таблицы, чтобы прочесть их расшифровку. |           |                  |                  |                  |                  |                  |                  |                  |                  |                  |                  |                  |                |                |                |                |                |                |                |                |                |                |                |

### Статистика в колледже
| Сезон                                                                                   | Команда | GP | GS | MPG  | FG%  | 3P%  | FT%  | RPG | APG | SPG | BPG | PPG  |  |
| --------------------------------------------------------------------------------------- | ------- | -- | -- | ---- | ---- | ---- | ---- | --- | --- | --- | --- | ---- |  |
| 2011/12                                                                                 | Флорида | 37 | 37 | 34,3 | 44,4 | 33,7 | 76,9 | 6,7 | 2,2 | 1,4 | 0,8 | 14,8 |  |
|                                                                                         | Всего   | 37 | 37 | 34,3 | 44,4 | 33,7 | 76,9 | 6,7 | 2,2 | 1,4 | 0,8 | 14,8 |  |
| Наведите курсор мыши на аббревиатуры в заголовке таблицы, чтобы прочесть их расшифровку |         |    |    |      |      |      |      |     |     |     |     |      |  |